# Fiona Apple
Fiona Apple (anglès: Fiona Apple McAfee-Maggart)  (Upper West Side, 13 de setembre de 1977) nom artístic de Fiona Apple McAfee Maggart, és una cantautora estatunidenca.Destacada per la seva composició, va llançar cinc àlbums del 1996 al 2020, tots els quals van arribar al top 20 de la llista Billboard 200 dels Estats Units. A partir del 2021, ha venut més de 15 milions de discos a tot el món.
De les seves cançons, cal destacar un so acústic amb base en instruments antics i els arcaismes de les seves lletres.

## Biografia
Fiona Apple va néixer Fiona Apple McAfee-Maggart el 13 de setembre de 1977 a la ciutat de Nova York de la cantant Diane McAfee i l'actor Brandon Maggart, que es van conèixer quan tots dos van ser emesos al musical de Broadway Applause. El seu pare és de Tennessee i, a través d'ell, Apple té ascendència Melungeon. Els seus avis materns eren el ballarí Millicent Green i el vocalista de big band Johnny McAfee. La seva germana Amber canta cabaret amb el nom artístic de Maude Maggart, i l'actor Garett Maggart és el seu mig germà i treballa en la sèrie The Sentinel. Apple va créixer a Morningside Gardens a Harlem amb la seva mare i la seva germana, però va passar els estius amb el seu pare a Los Angeles, Califòrnia.
Des de la infància, Apple ha lluitat amb el trastorn obsessiu-compulsiu, la depressió i l'ansietat, i també se li ha diagnosticat un trastorn d'estrès postraumàtic complex. Als 12 anys, va ser violada fora de l'apartament que compartia amb la seva mare, el seu padrastre i la seva germana a Harlem. Posteriorment, va desenvolupar un trastorn alimentari, aprimant deliberadament el seu cos en desenvolupament, que va veure com un "esquer" per als possibles depredadors. "Definitivament vaig tenir un trastorn alimentari", va recordar. "El que va ser realment frustrant per a mi va ser que tothom pensava que era anorèxica, i jo no. Estava molt deprimida i autoodiosa". També va descriure com el seu TOC es va convertir en un trastorn de la ingesta d'aliments evitant/restrictor, que requeria que els aliments tinguessin un color o una forma determinats.
Després de la violació, Apple va començar a assistir a classes de Model Attragging, practicant l'autodefensa, però va continuar patint atacs de pànic mentre tornava a casa de l'escola, fet que la va portar a traslladar-se a Los Angeles per viure amb el seu pare durant un any. A Los Angeles, Apple va assistir a l'Alexander Hamilton High School per segon any.
En una entrevista de l'any 2000, Apple va declarar que, malgrat les especulacions dels periodistes, no va escriure cançons sobre el trauma que envolta la seva violació: "No entra en l'escriptura. És un dolor avorrit. És un dolor tan vell que, ja saps, no hi ha res de poètic ".
Les seves opinions sobre la sordidesa del món de la música i l'acceptació dels premis que aquest li brinda han estat bastant criticades. És vegetariana estricta (vegana) i col·labora amb la PETA (People for the Ethical Treatment of Animals).
Apple es va presentar a la indústria musical el 1994, quan va donar una cinta de demostració que contenia les cançons "Never Is a Promise", " Not One of Those Times " i " He Takes a Taxi " a la seva amiga que era la mainadera de la publicista musical Kathryn Schenker. Schenker va passar la cinta a Andy Slater, executiu de Sony Music. Les habilitats d'Apple van captar la seva atenció i Slater la va signar amb un contracte discogràfic.

## Estil musical i influències
La música d'Apple ha estat etiquetada com a art pop, pop barroc, pop de cambra, art rock, rock alternatiu, i jazz pop. Segons Stephen Thomas Erlewine d'AllMusic, "Les arrels d'[Apple] es trobaven en el jazz, les melodies d'espectacles i els cantautors clàssics dels anys 70, [una] barreja que es va centrar més en el seu segon àlbum, When the Pawn".

## Discografia
- Tidal (1996)
- When the Pawn... (1999)
- Extraordinary Machine (2005)
- The Idler Wheel... (2012)
- Fetch the Bolt Cutters (2020)

## Guardons
Nominacions
- 1998: Grammy al millor nou artista